# アルダン川
アルダン川（アルダンがわ、Aldan、ロシア語・サハ語: Алдан）は、ロシアのシベリア東部を流れる川である。レナ川の右支流。長さは2,273km、流域面積は72万9,000km2ある。レナ川の支流の中ではビリュイ川に次ぎ二番目に長くレナ川の水量の30%以上を集める。

## 地理
アルダン川はスタノヴォイ山脈の北斜面に発する。水源の北東には、南ヤクート炭田の中心地となるサハ共和国有数の炭鉱都市ネリュングリがある。アルダン高地の西側を北西へ流れ、アルダンおよびトンモトの町を流れた後南東へ向きを変えゆるやかに北西方面へカーブし、ウスチ＝マヤでマヤ川を合わせる。ウチュル川からマヤ川の間は山と山の間が開けて、広い沖積平野になっており、川は蛇行・分流して多くの三日月湖が周囲に残っている。
マヤ川合流後は北へ向きを変えエリディカンを流れ、ハンドゥイガでアムガ川を合わせる。ここからは北西へ向きを変え、バタマイ（Batamay）付近でレナ川に合流する。
航行可能な長さはレナ川合流点から1,600kmにおよび、最上流の港トンモトはチョウザメなどアルダン川の豊富な水産資源を搬出する主要港になっている。川は5月から6月にかけて氷が解け、雪解け水で水面は7mから10m上昇する。また8月と9月は洪水も起こる。10月末には川は凍結し、年の7ヶ月は氷におおわれる。
主な支流は、左支流はアムガ川、右支流はウチュル川、マヤ川などで、長さ10km以上の支流は275本ある。アルダン川沿岸の平野には、川が残した5万以上の湖が点在する。アムガ川はアルダン川の西に並行して同様のカーブを描きながら流れる。ウチュル川とマヤ川は東のオホーツク海沿いのジュグジュル山脈から流れており、かつては東シベリアのレナ川流域からオホーツク海へと抜ける経路であり、太平洋を探検する軍人や商人がこの川を使ってオホーツクの港へと向かった（シベリアの河川交通も参照）。
流域は永久凍土地帯で、浅い位置に岩盤がある。岩盤は水晶を多く含み、金、石炭などの鉱物資源が豊富で、カンブリア紀の化石も多数発見されている。また流域では大規模な水力発電用ダム計画もある。